# Eiji Tomii
Eiji Tomii (født 7. oktober 1987) er en japansk tidligere professionel fodboldspiller.
Han har spillet for flere forskellige klubber i sin karriere, herunder SC Sagamihara, Grulla Morioka og Fujieda MYFC.